# Oekraïense gemeente
Gemeente (громада, hromada) is het laagste bestuurlijke niveau in Oekraïne, en vergelijkbaar met een gemeente in Nederland en België. In augustus 2020 waren er 1440 gromada's (exclusief de gemeenten in het bezette gebied van de Krim en Donbass). Een gromada kan bestaan uit meerdere kernen (steden en kleinere plaatsen, dorpen en de nederzettingen met stedelijk karakter).
In tegenstelling tot de Nederlandse praktijk wordt het echter niet gezien als een werkelijke lokale identiteit, maar louter als een administratieve eenheid. Zo worden de plaatsnamen en niet die van de gemeenten voornamelijk gebruikt voor het officiële adres of de geboorteplaats.

## Types
Er bestaan 3 verschillende type gromada's in Oekraïne:
- 381 stadsgemeenten (miska gromada) als het centrum ligt in de stad
- 433 stad- en landgemeenten (selysjna gromada) als het centrum ligt in de nederzetting met stedelijk karakter
- 626 landgemeenten, rurale gebieden (silska gromada) als het centrum ligt in het dorp

Exclusief de gemeenten in het bezette gebied van de Krim en Donbass
Aan het hoofd van een gromada staat de rada gromady (gemeenteraad) en de golova gromady (burgemeester). Een gromada maakt deel uit van een rajon en een oblast.